# Morava
Il fiume Morava (in ceco e slovacco; March in tedesco) è un fiume dell'Europa centrale. È il più importante fiume della Moravia, regione che trae il suo nome proprio dal fiume che l'attraversa. La Morava nasce nella parte nord-occidentale della Moravia, vicino al confine con la Repubblica Ceca e la Polonia. La parte più bassa del corso del fiume segna il confine tra la Repubblica Ceca e la Slovacchia, e poi tra Austria e Slovacchia.
Dopo circa 358 km dalla sorgente, la Morava incontra il Danubio presso Bratislava-Devín. Le uniche grandi città lungo il corso del fiume sono Olomouc in Moravia e la capitale slovacca Bratislava. Tra gli affluenti più importanti ci sono il Thaya (in tedesco) o Dyje in ceco e slovacco, che scorrono nel confine tra la Bassa Austria e la Moravia. Altri affluenti sono il fiume Myjava, che si getta nella Morava a Kúty, e la Bečva, che confluisce nei pressi di Přerov. Esiste anche il fiume omonimo Morava nella Serbia centrale, che scorre dalle Alpi Dinariche fino ad affluire nel Danubio vicino a Belgrado.